# Кірхдорф (тип населеного пункту)

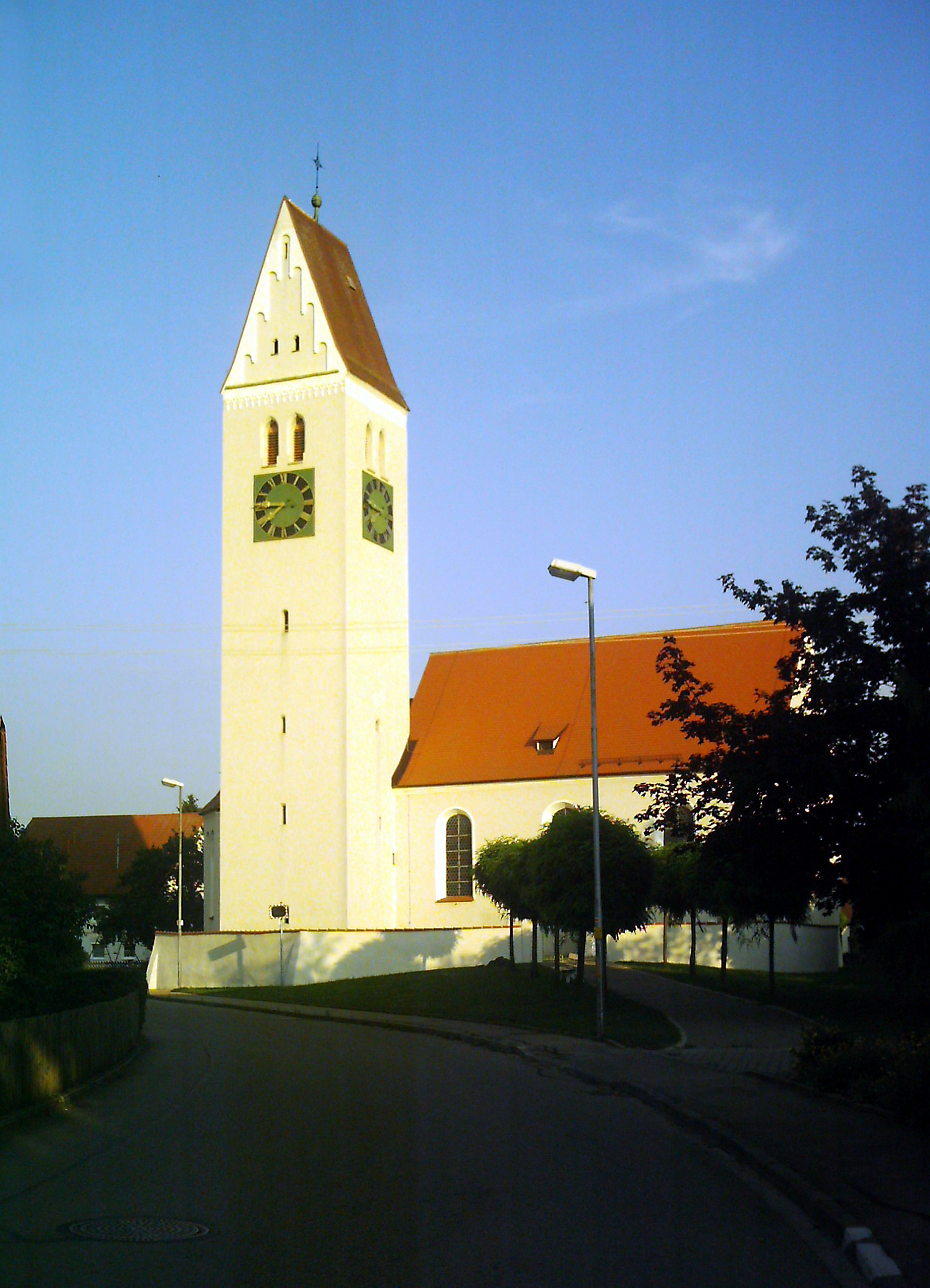
Римсько-католицька парафіяльна церква Святого Блеза (Кірхдорф-ан-дер-Іллер)

Кірхдорф (нім. Kirchdorf), вимоваⓘ — населений пункт (нім. Ort), який має церкву з регулярними богослужіннями, які проводить запрошений священик. Це також місце парафіяльного духівника, тоді він є:
- пфаррдорфом (нім. Pfarrdorf);
- юридичним і релігійним центром (можливо, що складається з декількох сіл з філіями) політичної або парафіяльної громади[1].

Назва Кірхдорф є історичною і в даний час застосовується в районах, де багато розкиданих поселень. Це особливо помітно по східній частині Франконії, де дуже багато дрібних поселень, що сформувалися ще в середньовіччя і зазвичай складаються з 3-10 будинків.

## Історія
Приблизно з XI століттяа великі села (нім. Dörfer) в основному розвивалися тільки за рахунок збільшення числа переселенців. Підставою деяких з них було ініційовано королями, герцогами або багатими благородними родинами, а також поміщиками. Їх мотивація була і релігійна (забезпечення їх власного порятунку), і політична. Виникнувши в XII—XIV століттях, у кожній з таких численних сіл з церквами було приблизно від 100 до 200 жителів. В ті часи Кірхдорф — статус-кво для юридичного визнання численних приватних церков поміщиків з метою отримання привілейованого становища (нім. „privilegierten Stätte“). У малонаселених районах вони могли бути навіть дуже великими парафіями (нім. Pfarre) з духовним благополуччям (нім. seelsorglichen) і пастирською турботою про паству.
В даний час в європейських країнах і США назва Кірхдорф присутня і асоціюється з багатьма географічними назвами (Kirchdorf, Kirchendorf, Churchtown).